# Zelandothorax novaezealandiae
Genre
Espèce
Synonymes
- Megalothorax novaezealandiae Salmon, 1944

Zelandothorax novaezealandiae, unique représentant du genre Zelandothorax, est une espèce de collemboles de la famille des Neelidae.

## Distribution
Cette espèce est endémique de Nouvelle-Zélande.

## Publications originales
- Salmon, 1944 : New Genera, Species and Records of New Zealand Collembola and a Discussion of Entomobrya atrocincta Schött. Records of the Dominion Museum, vol. 1, no 2 p. 123-182.
- Delamare Deboutteville & Massoud, 1963 : Collemboles Symphypléones. Biologie de l'Amérique Australe, Volume II, Études sur la faune du sol, Éditions du centre National de la Recherche scientifique, p. 169-289.